# Блудов, Иван Яковлевич
Иван Яковлевич Блудов (29 мая 1927 — 20 декабря 2003) — бригадир тракторной бригады колхоза «Мир» Токмакского района Запорожской области (Украинская ССР), Герой Социалистического Труда (08.04.1971).
Родился 29 мая 1927 года на территории современной Запорожской области Украины. Окончил Ореховский сельскохозяйственный техникум.
Работал механизатором в МТС, затем бригадиром тракторной бригады в колхозе «Мир» Токмакского района Запорожской области.
По итогам выполнения Семилетнего плана (1959—1965) награждён орденом Ленина (30.04.1966).
Указом Президиума Верховного Совета СССР от 8 апреля 1971 года за выдающиеся успехи, достигнутые в развитии сельскохозяйственного производства и выполнении пятилетнего плана продажи государству продуктов земледелия и животноводства, присвоено звание Героя Социалистического Труда с вручением ордена Ленина и золотой медали «Серп и Молот».
Также награждён орденом Октябрьской Революции (08.12.1973), Почётной грамотой Верховного Совета Украинской ССР (1969).
Член КПСС с 1956 г. Делегат XXIV съезда (1971).
Жил в селе Виноградное Токмакского района Запорожской области. Умер 20 декабря 2003 года.